# Choky Ice
Choky Ice (Miskolc, 23 aprile 1972) è un attore pornografico ungherese.
Attila, Attila Csoky, Csoky, Chokey Ice, Csoki, Csoky Ice, Jimmy Nichols, Rocky, Marco Spinosa e Syrosy sono i nomi d'arte con cui è noto. È attivo nell'ambiente dal 1998, anno in cui esordisce nella pellicola Nice Rack, diretto da Vince Voyeur. Nel cast del film figurano inoltre altri grandi interpreti, come Lexington Steele, Nick Lang e lo stesso Vince Voyeur. Da allora ha preso parte a ben 872 film; nel solo 2010 è comparso in 92 pellicole.

## Riconoscimenti
| Anno | Premio           | Categoria                                   | Film                          |            |
| ---- | ---------------- | ------------------------------------------- | ----------------------------- | ---------- |
| 2002 | AVN Award        | Best Sex Scene in a Foreign Release         | Christoph's Beautiful Girls 2 | Nomination |
| 2003 | Venus Award      | Best Actor (Europe)                         |                               | Nomination |
| 2003 | Szexkorona Award | Best Actor                                  |                               | Vincitore  |
| 2004 | Venus Award      | Best Actor (Europe)                         |                               | Nomination |
| 2004 | AVN Award        | Best Sex Scene in a Foreign-Shot Production | The Girls of Desire           | Nomination |
| 2007 | AVN Award        | Best Sex Scene in a Foreign-Shot Production | Big Natural Tits 15           | Nomination |
| 2009 | AVN Award        | Best Sex Scene in a Foreign-Shot Production | Gang Bang Junkies             | Nomination |
| 2009 | Hot d'Or Award   | Best European Actor                         | Sex and High Speed            | Vincitore  |
| 2010 | AVN Award        | Best Sex Scene in a Foreign-Shot Production | Anita Pearl Is Fresh on Cock  | Nomination |
| 2010 | AVN Award        | Best Sex Scene in a Foreign-Shot Production | Eurozotic                     | Nomination |
| 2010 | AVN Award        | Male Foreign Performer of the Year          |                               | Nomination |
| 2011 | AVN Award        | Male Foreign Performer of the Year          |                               | Nomination |
| 2011 | Galaxy Award     | Best Male Performer (Europe)                |                               | Nomination |
| 2012 | AVN Award        | Best Sex Scene in a Foreign-Shot Production | Elegance                      | Nomination |
| 2012 | AVN Award        | Male Foreign Performer of the Year          |                               | Nomination |
| 2013 | AVN Award        | Male Foreign Performer of the Year          |                               | Nomination |